# 比拉里尼奥德孔索
比拉里尼奥德孔索，是西班牙加利西亚自治区奥伦塞省的一个市镇。总面积200平方公里，总人口799人（2001年），人口密度4人/平方公里。